# Kosmos 2485
Kosmos 2485, ruski navigacijski satelit (globalno pozicioniranje) iz programa Kosmos. Vrste je GLONASS-M (Glonass br. 747, Uragan M br. 747). 
Lansiran je 26. travnja 2013. godine s kozmodroma Pljesecka. Lansiran je u srednje visoku orbitu oko planeta Zemlje raketom nosačem Sojuz-2/Fregat. Orbita mu je 19086 km u perigeju i 19173 km u apogeju. Orbitna inklinacija mu je 64,77°. Spacetrackov kataloški broj je 39155. COSPARova oznaka je 2013-019-A. Zemlju obilazi u 675,71 minutu. Pri lansiranju bio je mase 1.415 kg.
Razgonski blok (međuorbitni tegljač) Fregat 14S44 br. 1047 odvojio se, ostao u srednje visokoj orbiti nekoliko stotina kilometara poviše od satelita.

## Vanjske poveznice
- Glonass  Arhivirana inačica izvorne stranice od 18. lipnja 2006. (Wayback Machine) (rus.)
- Glonass Constellation Status (engl.)
- N2YO.com Search Satellite Database (engl.)
- Celes Trak SATCAT Format Documentation (engl.)
- Kunstman  Arhivirana inačica izvorne stranice od 12. kolovoza 2019. (Wayback Machine) Satellites in Orbit (engl.)